# Secretaría de Trabajo y Previsión (Argentina)
La Secretaría de Trabajo y Previsión (STYP) de Argentina fue una secretaría del Gobierno dependiente del Poder Ejecutivo Nacional con competencia en los asuntos de trabajo y previsión social.
Fue creada en 1943, durante el gobierno de facto iniciado en ese año a cargo del general Pedro Pablo Ramírez. El primer titular de la secretaría fue el (por entonces) coronel Juan Domingo Perón.

## Historia

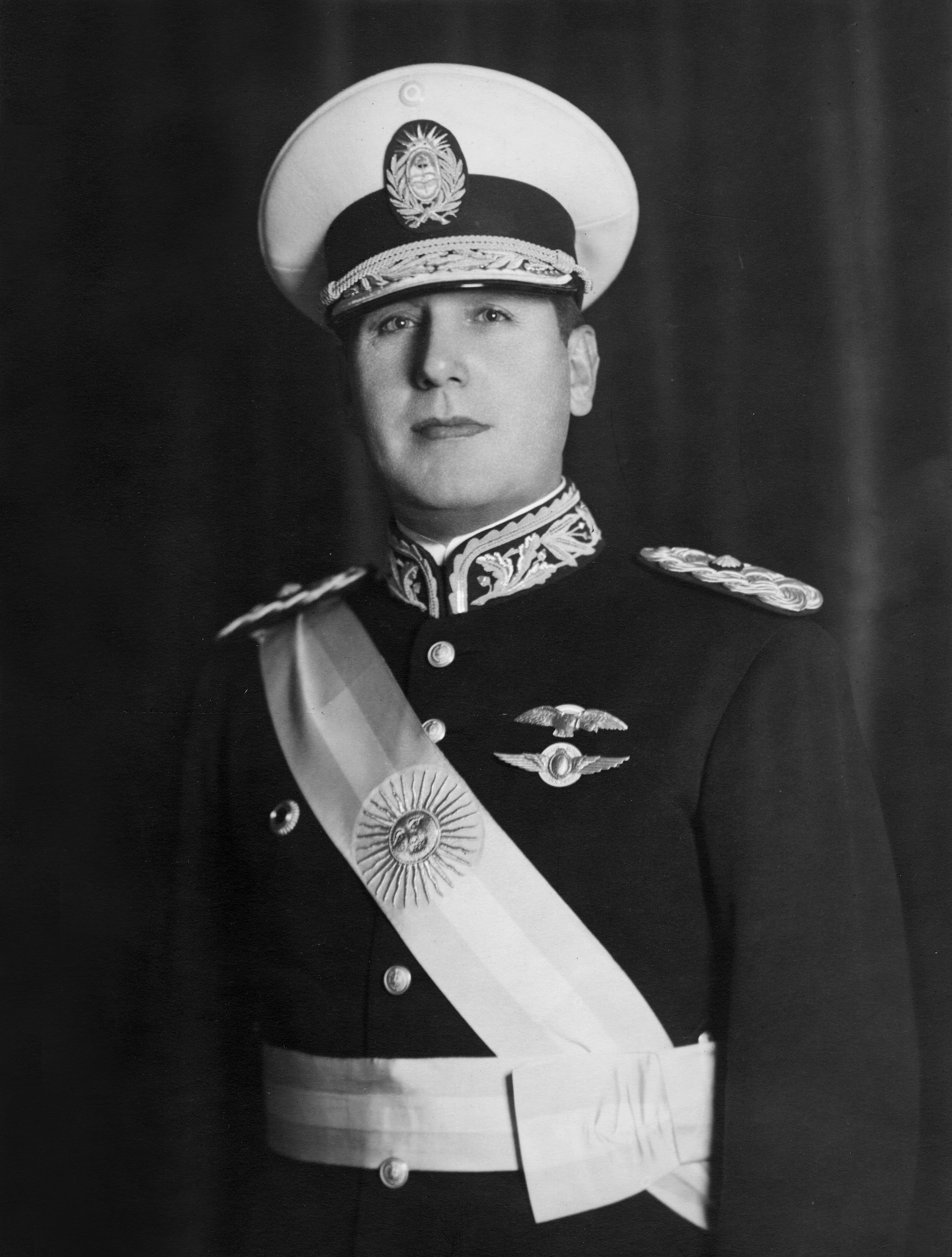
Juan Domingo Perón.

El 4 de junio de 1943 las Fuerzas Armadas argentinas derrocaron, mediante un golpe de Estado, al presidente Ramón S. Castillo, último presidente de la «Década Infame». Establecido el nuevo gobierno, a cargo del general Pedro Pablo Ramírez, el (por entonces) coronel y miembro del GOU, Juan Domingo Perón, se hizo cargo del Departamento Nacional de Trabajo.
Por decreto-ley del Poder Ejecutivo n.º 15 074 del 27 de noviembre de 1943 (publicada en el Boletín Oficial el 4 de diciembre del mismo año) del general Pedro Pablo Ramírez, se creó la Secretaría de Trabajo y Previsión (STYP), en la órbita de la Presidencia de la Nación. Este nuevo organismo absorbió:
- el Departamento Nacional de Trabajo;
- la Comisión Nacional de Casas Baratas;
- la Cámara de Alquileres;
- las Secciones de Higiene Industrial y Social;
- la Sección Accidentes de la Caja Nacional de Pensiones y Jubilaciones Civiles;
- la Comisión Asesora para la Vivienda Popular;
- la Junta Nacional para Combatir la Desocupación;
- y la Comisión Honoraria de Reducciones de Indios.

En 1945 el Poder Ejecutivo creó la Administración Nacional de la Vivienda, a partir del Consejo Nacional de la Vivienda y la Comisión Nacional de Casas Baratas.
En la reforma constitucional de 1949 (disposición transitoria 1.ª) se establecieron los ministerios del Poder Ejecutivo; y la secretaría de Trabajo fue elevada a ministerio.

## Organización
La STYP se organizaba en:
- la Dirección General de Trabajo y Acción Social Directa;
- la Dirección General de Previsión Social;
- la Dirección General de Asistencia Social;
- la Dirección de Administración;
- la Dirección de Personal;
- la Dirección de Defensa Nacional;
- y la Oficina de Prensa y Difusión.

En 1944 se creó la División del Trabajo y la Asistencia a la Mujer dentro de la Dirección General de Trabajo y Acción Social Directa.

## Titulares
| Ministro           | Partido | Partido   | Periodo                                      | Presidente                                                                              |
| ------------------ | ------- | --------- | -------------------------------------------- | --------------------------------------------------------------------------------------- |
| Juan Domingo Perón |         | Militar   | 1 de diciembre de 1943-10 de octubre de 1945 | Pedro Pablo Ramírez (1943-1944, de facto) Edelmiro Julián Farrell (1944-1945, de facto) |
| Domingo Mercante   |         | Militar   | 10 de octubre de 1945-4 de junio de 1946     | Edelmiro Julián Farrell (1945-1946, de facto)                                           |
| José María Freire  |         | Laborista | 4 de junio de 1946-11 de marzo de 1949       | Juan Domingo Perón (1946-1949)                                                          |